# Danh sách chính đảng Myanmar
Bài này liệt kê các đảng phái chính trị ở Myanmar. Myanmar là một nhà nước độc đảng toàn trị với Đảng cầm quyền được sự hậu thuẫn của quân đội là Đảng Liên minh Đoàn kết và Phát triển. Các đảng khác được phép tồn tại về mặt pháp lý, nhưng thường được cho là không có cơ hội giành được chiến thắng quyền lực trên thực tế.

## Đảng bên Quốc hội
| Tên gọi                                     | Viết tắt | Thượng viện (Amyotha Hluttaw) | Hạ viện (Pyithu Hluttaw) | Hội đồng lập pháp Bang và Vùng hành chính |
| ------------------------------------------- | -------- | ----------------------------- | ------------------------ | ----------------------------------------- |
| Đảng Liên minh Đoàn kết và Phát triển       | USDP     | 124                           | 212                      | —                                         |
| Đảng Liên minh Quốc gia vì Dân chủ          | NLD      | 5                             | 39                       | —                                         |
| Đảng Thống nhất Quốc gia                    | NUP      | 5                             | 12                       | —                                         |
| Tổ chức Quốc gia Pa-O                       | PNO      | 3                             | —                        | —                                         |
| Lực lượng Quốc gia bang Rakhine của Myanmar | RSNF     | 7                             | 9                        | 18                                        |
| Đảng Thống nhất Dân tộc Wa                  | WNUP     | 2                             | —                        | —                                         |
| Đảng Dân chủ Toàn vùng Mon                  | AMRDP    | 4                             | 3                        | 9                                         |
| Đảng Dân chủ Dân tộc Shan                   | SNDP     | 4                             | 18                       | 31                                        |
| Đảng Quốc gia Chin                          | CNP      | 2                             | 2                        | —                                         |
| Đảng Phát triển Dân tộc Rakhine             | RNDP     | 7                             | —                        | —                                         |
| Đảng Dân chủ Phalon-Sawaw                   | PSDP     | 3                             | 2                        | —                                         |
| Lực lượng Dân chủ Quốc gia                  | NDF      | 4                             | 8                        | —                                         |
| Quân sự được bổ nhiệm                       | —        | 56                            | 110                      | —                                         |
| Số khác                                     | —        | 7                             | 10                       | —                                         |
| Bỏ trống                                    | —        | —                             | 5                        | —                                         |

## Đảng đăng ký trongcuộc tổng tuyển cử 2010nhưng không được đại diện trong Quốc hội
- Tổ chức Đoàn kết Quốc gia Mro (hoặc) Khami (MMKNSO)
- Đảng Phát triển Quốc gia Lahu (LNDP)
- Đảng Dân chủ và Thống nhất Kokang (KDUP)
- Đảng Dân chủ (Myanma) (DPM)
- Đảng Dân tộc Kayan (KNP)
- Đảng Nhân dân Kayin (KPP)
- Liên minh Hợp nhất Kayin (UKL)
- Đảng Quốc gia Taaung (Palaung) (TPNP)
- Đảng Dân chủ và Hòa bình (DPP)
- Đảng Dân chủ Liên hiệp (United DP
- Thanh niên Sinh viên đời 88 (Liên bang Myanmar) (88GSY)
- Liên đoàn Quốc gia Chính trị Liên bang Myanmar (UMFNP)
- Liên đoàn Liên minh Chính trị Quốc gia (NPAL)
- Đảng Dân chủ vì Xã hội Myanmar mới (DPMNS)
- Wunthanu NLD (Liên bang Myanmar) (WNLD)
- Đảng Nhân dân Hiện đại (MPP)
- Đảng Dân chủ Liên bang (UDP)
- Đảng Hòa bình và Đa dạng (PDP)
- Đảng Cấp tiến Chin (CPP)
- Đảng Phát triển Quốc gia Inn (INDP)
- Đảng Dân chủ Wa (WDP)
- Đảng Dân chủ Phát triển Quốc gia (NDPD)
- Đảng Phát triển Quốc gia Dân tộc (ENDP)
- Đại hội Dân chủ Myanmar (MDC)
- Đảng Dân tộc Mro (MNO)
- Đảng Cấp tiến Quốc gia Kaman (KNPP)
- Đảng Phát triển Quốc gia Khami (KNDP)
- Đảng Phát triển Khu vực (Pyay) (RDPP)
- Đảng Thống nhất và Dân chủ Bang Kachin (UDPKS)
- Đảng Dân chủ và Phát triển Bang Kayin (KSDDP)
- Đảng Phát triển và Hòa bình Quốc gia (NDPP)

## Tổ chức đoàn thể
- Hiệp hội Đoàn kết và Phát triển Liên bang (USDA)
- Liên đoàn Dân tộc Chin vì Dân chủ(CNLD)

## Tổ chức đối lập lưu vong
- Liên minh Chính phủ Quốc gia Liên bang Myanmar (NCGUB)
- Hội đồng Quốc gia Liên bang Myanmar (NCUB)

## Đảng không còn tồn tại
- Đảng Cộng sản Myanmar (CPB)
- Đảng Dân chủ vì một Xã hội mới (DPNS)
- Liên đoàn Dân chủ Arakan (ALD)
- Đảng Thống nhất Quốc gia (NUP)
- Đảng Dân chủ Dân tộc Shan (SNLD)
- Đại hội đại biểu Dân tộc Zomi (ZNC)
- Đảng Dân chủ Nghị viện (PDP Burma)
- Đảng Nhân dân Mara (MPP)

## Đảng quan trọng không còn tồn tại
- Liên đoàn Nhân dân Tự do Chống phát xít (AFPFL)
- Đảng Cương lĩnh Xã hội chủ nghĩa Myanmar (BSPP)
- Đảng Lao động Myanmar (BWP)
- Mặt trận Đoàn kết Dân tộc (NUF)